# Nahum Sarna
Nahum Mattathias Sarna, hebräisch נחום מתתיהו סרנה (geb. 27. März 1923 in London; gest. 23. Juni 2005 in Boca Raton, Florida) war ein britisch-israelisch-US-amerikanischer Judaist und Alttestamentler (Tanach), der vor allem für das Studium und wissenschaftliche Forschung der Genesis, (hebräisch בְּרֵאשִׁית Bereschit, deutsch ‚Im Anfang‘) und des Exodus, (hebräisch שְׁמוֹת Schemot, deutsch ‚Namen‘) bekannt geworden ist. Sarna nutzte für seine Forschungen erfolgreich sowohl altorientalisches Material als auch traditionelle jüdische Quellen, um den Tanach zu beleuchten.

## Leben und Werk
Nahum Sarna wurde als Sohn von Milly Sarna, geborene Horonzick (um 1893–1957) und Jacob Judah Sarna (1892–1978), gebürtig aus Lubraniec, in eine jüdische Familie hineingeboren. Er hatte drei Schwestern Rachel Araten, Ruth Royde und Miriam Aviva Segal. 
Nachdem er eine intensive jüdische Grund- und Sekundarschulbildung erhalten hatte, besuchte er das Jews College, damals Teil der University of London war. Nach seinem BA im Jahre 1944, erhielt er im Jahre 1946 seinen MA, beide von der University of London und im Jahre 1947 absolvierte er einen weiteren (rabbinischen) Abschluss am Jews’ College in London. Von dem Jews College erhielt Sarna ein „Minister's Diploma“ (1949), das Sarna aber nicht berechtigte, als rabbinischer Rechtsentscheider (Posek) zu wirken. Im gleichen Jahr zog er kurzzeitig ins Nachkriegs-Israel.
Zuvor heiratete Sarna  am 23. März 1947 die Bibliothekarin des Hebrew College, Helen Hadassah Horowitz. Von 1946 bis 1949 wirkte Sarna als Dozent am University College London. Es folgte im Jahre 1949 die Alija nach Israel in der Hoffnung, an der Hebräischen Universität weiter studieren zu können, aber es wurden in dieser Zeit keine weiteren Doktoranden angenommen. Sarna wanderte dann 1951 in die Vereinigten Staaten aus, wo ihm im Bereich der „Biblical studies and Semitic languages“ vom Dropsie College in Philadelphia der Ph.D. für seine Arbeit Studies in the Language of Job verliehen wurde. Er erlangte 1955 seinen Abschluss am Dropsie College for Hebrew and Cognate Learning. Er studierte zu verschiedenen Zeiten bei Cyrus Gordon, Isidore Epstein (1894–1962) und Arthur Marmorstein (1882–1946) und wurde stark von der wissenschaftlichen Arbeit von Yehezkel Kaufmann beeinflusst.
Von 1951 bis 1957 war er Dozent am Gratz College, einem privaten jüdischen College in Melrose Park, Philadelphia und von 1957 bis 1963 sowie von 1963 bis 1965 Bibliothekar und dann außerordentlicher Professor für Bibel am Jewish Theological Seminary of America. Anschließend zog er nach Newton, Massachusetts Von 1965 bis 1967 war er außerordentlicher Professor an der Brandeis University, ab 1967 Dora Golding Professor für Bibelstudien und ab 1969 Vorsitzender der Abteilung für Nahost- und Judaistik. 
In den 1960er Jahren war er außerdem zu verschiedenen Zeiten Gastprofessor an der Columbia University, der Andover Newton Theological School und dem Dropsie College for Hebrew and Cognate Learning. Er verließ die Brandeis Universität im Jahre 1985, um an der Florida Atlantic University weiter zu lehren und lebte in Boca Raton, wo er 2005 nach langer Krankheit starb. 
Sarna ist auf dem Beth El Cemetery begraben, einem der jüdischen Friedhöfe in der Baker Street in West Roxbury, Boston, Massachusetts.
Sarnas Sohn Jonathan (1955), der in Newton, Massachusetts lebt, ist Joseph H. & Belle R. Braun-Professor für amerikanische jüdische Geschichte an der Brandeis University.

## Auszeichnungen
Im Jahre 1967 ging der „Frank and Ethel S. Cohen Award“ in der Kategorie „Jewish Thought“ für sein Werk Understanding Genesis: The Heritage of Biblical Israel (1966) an Sarna.

## Werke (Auswahl)
- Understanding Genesis. Heritage of Biblical Israel. Vol. 1., Jewish Theological Seminary of America,  New York, NY  1966, eingeschränkte Ansicht auf archive.org
- Genesis: The Traditional Hebrew Text with New JPS Translation. Jewish Publication Society, Philadelphia, PA 1989
- Exodus: The Traditional Hebrew Text with the New JPS Translation. Jewish Publication Society, Philadelphia, PA 1991
- On the Book of Psalms: Exploring the Prayers of Ancient Israel. Schocken Books, New York, NY 1993
- Songs of the Heart: An Introduction to the Book of Psalms. Schocken Books, New York, NY 1993
- Exploring Exodus: The Origins of Biblical Israel. Schocken Books, New York, NY 1996
- Genesis: World of Myths and Patriarchs. New York University Press, New York, NY 1996
- Studies in Biblical Interpretation. Jewish Publication Society, Philadelphia, PA 2000
- zusammen mit Moshe Greenberg, Jonas C. Greenfield: The Book of Job: a new translation according to the traditional Hebrew text. Jewish Publication Society, Philadelphia, PA,  1980, ISBN 978-0-8276-0172-7